# Satō Yoshiko

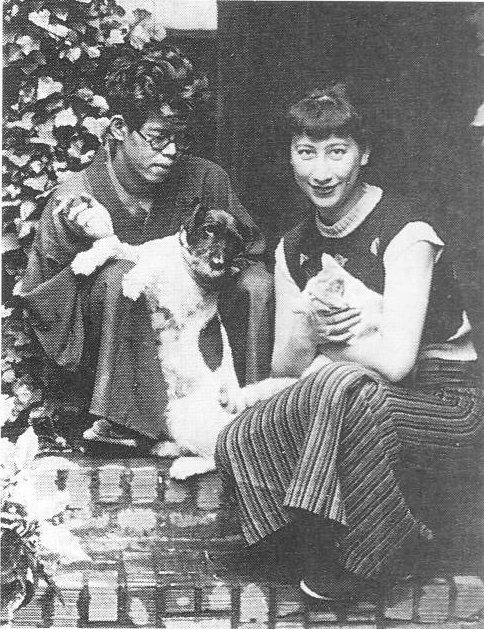
Yoshiko mit ihrem Ehemann, dem Maler Satō Kei, 1935

Satō Yoshiko (japanisch 佐藤 美子; geboren 25. Mai 1903 in Kobe, Präfektur Hyōgo; gestorben 4. Juli 1982, Yokohama) war eine japanische Opernsängerin der Taishō-Zeit in der Stimmlage Mezzosopran. Sie war bekannt dafür als Erste Bizets Carmen in Japan gesungen zu haben, wofür sie den Beinamen „Carmen die Schöne“ erhielt.

## Leben und Wirken
Yoshiko wurde 1903 als jüngstes Kind von Yūtarō und seiner französischen Ehefrau Louise in Kobe geboren. 1907 zog die Familie arbeitsbedingt nach Yokohama. Yoshiko besuchte die Oimatsu-Grundschule, wo sie als „Mischlingskind“ (間の子, Ainoko) gehänselt wurde. Von 1911 an besuchte sie die Kōran-Mädchenschule. In Yokohama sah Yoshiko auch erstmals eine Aufführung der Oper Carmen vom „Goethe-Ensemble“ (ゲーテ座, Gēte-za), woraufhin sie beschloss, Opernsängerin zu werden.
Von 1923 an studierte Yoshiko am „Konservatorium Tokio“ (東京音楽学校, heute: Tōkyō Geijutsu Daigaku), das sie 1926 im Fach Gesang abschloss. Im selben Jahr noch trat sie bei einer Ausstrahlung der Carmen durch NHK als Mezzosopran auf. Gemeinsam mit dem Tenor Taya Rikizō (1899–1988), der Sopranistin Matsudaira Satoko (1896–1931) und dem Bariton Uchida Eiichi schloss sich Yoshiko zu dem Gesangsensemble „Vocal Four“ zusammen. Von 1929 an trat das Ensemble mit der gesamten Oper auf, was Yoshiko den Beinamen „Carmen die Schöne“ (カルメンお美) eintrug.
Yoshiko reiste 1928 nach Frankreich, wo sie von Margarete Netke-Löwe Gesangsunterricht erhielt und eine Vielzahl japanischer Künstler, Schriftsteller und Maler, traf. Als sie 1932 nach Japan zurückkehrte, trat sie in einer Carmen-Inszenierung von Yamada Kōsaku auf. Drei Jahre später, 1935 heiratete sie den Yōga-Maler Satō Kei und zog mit ihm nach Utsumi in Yokohama. Während des Krieges arbeitete Yoshiko bei einem freiwilligen Musik-Corps unter der Leitung des Sinfonieorchesters Yokohama. 1954 beteiligte sie sich an den Bemühungen zur Einrichtung einer Konzerthalle, die im Bau der „Konzerthalle der Präfektur Kanagawa“ (神奈川県立音楽堂) mündeten. Als die Konzerthalle eröffnet wurde, hielt Yoshiko dort Vorträge über Musik. 1964 gründete sie die Operngesellschaft (横浜紅蘭女学校, Opera kyōkai). Außerdem arbeitete sie von 1964 an im Bildungsausschuss und beförderte die Musikerziehung und Kultivierung der Musik. Für ihre Verdienste wurde Yoshiko 1972 mit der Ehrenmedaille am violetten Band und mit dem Kulturpreis der Präfektur Kanagawa (神奈川文化賞, Kanagawa Bunkashō) ausgezeichnet. Zwei Jahre später folgte die Auszeichnung mit dem Kulturpreis der Stadt Yokohama.
Yoshiko starb 1982 bei der Opernprobe im Alter von 79 Jahren. Ihr Grab befindet sich auf dem Kuboyama-Friedhof im Westbezirk von Yokohama. Yoshiko veröffentlichte ein Buch unter dem Titel „Pariser Serenade“ (巴里のセレナーデ, Pari no serenāda). Yoshikos und Keis Sohn Satō Ado wurde wie sein Vater ebenfalls Yōga-Maler.

## Weitere Auszeichnungen
- 1978 Orden der Edlen Krone (4. Verdienstklasse)
- 1980 Preis des Vereins der Musikfreunde (音楽の友社賞)

## Diskographie
- 2006 Ano koro no uta (あの頃の歌)